# Giải Grammy lần thứ 48
Lễ trao giải Grammy thường niên lần thứ 48 diễn ra tại Trung tâm Staples tại Los Angeles, California. Ban nhạc rock người Ireland U2 đại thắng với năm giải, trong đó có hai hạng mục chính là Album của năm và Bài hát của năm. Đây là lần thứ hai U2 giành chiến thắng Album của năm kể từ The Joshua Tree năm 1987, giúp họ trở thành nhóm nhạc duy nhất giành giải này đến hai lần. Mariah Carey, John Legend và Kanye West mỗi người nhận được tám đề cử và thắng ba giải. Alison Krauss & Union Station cũng giành ba giải và tiếp theo là Kelly Clarkson với 2 giải. Green Day giành chiến thắng hạng mục duy nhất được đề cử cho Thu âm của năm.

## Người giới thiệu/trao giải
- Carlos Santana
- Jenna Elfman
- Bonnie Raitt
- Teri Hatcher
- Common
- Ellen DeGeneres
- Terrence Howard
- Fiona Apple
- Dave Chappelle
- Matt Dillon
- Chuck D.
- Ludacris
- Chris Brown
- Tom Hanks
- Alicia Keys
- Stevie Wonder
- Billie Joe Armstrong
- Gwen Stefani
- Sting
- Queen Latifah
- LL Cool J
- Ben Roethlisberger
- Michael Bublé
- Jennifer Love Hewitt
- Destiny's Child
- Sheryl Crow
- James Taylor
- The Black Eyed Peas

## Danh sách đề cử và thắng giải
Danh sách cập nhất từ bài báo trên The New York Times.

### Chính
Thu âm của năm
- "Boulevard of Broken Dreams" – Green Day
  - Rob Cavallo & Green Day, nhà sản xuất; Chris Lord-Alge & Doug McKean, xây dựng/hòa âm
- "We Belong Together" – Mariah Carey
  - Mariah Carey, Jermaine Dupri & Manuel Seal, nhà sản xuất; Brian Garten, John Horesco IV & Phil Tan, xây dựng/hòa âm
- "Feel Good Inc." – Gorillaz hợp tác với De La Soul
  - Cox, Danger Mouse, Dring & Gorillaz, nhà sản xuất; Jason Cox, Danger Mouse & Gorillaz, xây dựng/hòa âm
- "Hollaback Girl" – Gwen Stefani
  - The Neptunes, nhà sản xuất; Andrew Coleman & Phil Tan, xây dựng/hòa âm
- "Gold Digger" – Kanye West
  - Jon Brion & Kanye West, nhà sản xuất; Tom Biller, Andrew Dawson, Mike Dean & Anthony Kilhoffer, xây dựng/hòa âm

Album của năm
- How to Dismantle an Atomic Bomb – U2
  - Brian Eno, Flood, Daniel Lanois, Jacknife Lee, Steve Lillywhite & Chris Thomas, nhà sản xuất; Greg Collins, Flood, Carl Glanville, Simon Gogerly, Nellee Hooper, Jacknife Lee & Steve Lillywhite, xây dựng/hòa âm; Arnie Acosta, trưởng nhóm kỹ thuật
- The Emancipation of Mimi – Mariah Carey
  - Mariah Carey, Bryan-Michael Cox, Jermaine Dupri, Young Genius, Scram Jones, The Legendary Traxster, LROC, The Neptunes, James Poyser, Manuel Seal, Kanye West & James "Big Jim" Wright, nhà sản xuất; Dana Jon Chappelle, Jermaine Dupri, Bryan Frye, Brian Garten, John Horesco IV, Manny Marroquin, Mike Pierce, Phil Tan & Pat "Pat 'Em Down" Viala, xây dựng/hòa âm; Herb Powers, trưởng nhóm kỹ thuật
- Chaos and Creation in the Backyard – Paul McCartney
  - Nigel Godrich, nhà sản xuất; Darrell Thorp, xây dựng/hòa âm; Alan Yoshida, trưởng nhóm kỹ thuật
- Love. Angel. Music. Baby. – Gwen Stefani
  - André 3000, Dallas Austin, Dr. Dre, Nellee Hooper, Jimmy Jam, Tony Kanal, Terry Lewis, The Neptunes, Linda Perry & Johnny Vulture, nhà sản xuất; André 3000, Andrew Coleman, Greg Collins, Ian Cross, Dr. Dre, John Frye, Simon Gogerly, Mauricio "Veto" Iragorri, Matt Marin, Colin "Dog" Mitchell, Pete Novak, Ian Rossiter, Rick Sheppard, Mark "Spike" Stent, Phil Tan & Johnny Vulture, xây dựng/hòa âm; Brian "Big Bass" Gardner, trưởng nhóm kỹ thuật
- Late Registration – Kanye West
  - Jon Brion, Warryn "Baby Dubb" Campbell, Just Blaze, Devo Springsteen & Kanye West, nhà sản xuất; Craig Bauer, Tom Biller, Andrew Dawson, Mike Dean, Anthony Kilhoffer, Manny Marroquin, Richard Reitz & Brian Sumner, xây dựng/hòa âm; Vlado Meller, trưởng nhóm kỹ thuật

Bài hát của năm
- "Sometimes You Can't Make It on Your Own"
  - U2, viết nhạc (U2)
- "Bless the Broken Road"
  - Bobby Boyd, Jeff Hannah & Marcus Hummon viết nhạc (Rascal Flatts)
- "Devils & Dust"
  - Bruce Springsteen, nhạc sĩ (Bruce Springsteen)
- "Ordinary People"
  - W. Adams & J. Stephens viết nhạc (John Legend)
- "We Belong Together"
  - J. Austin, M. Carey, J. Dupri & M. Seal viết nhạc; (D. Bristol, K. Edmonds, S. Johnson, P. Moten, S. Sully & B. Womack viết nhạc) (Mariah Carey)

Nghệ sĩ mới xuất sắc nhất
- John Legend
- Ciara
- Fall Out Boy
- Keane
- Sugarland

### Pop
Trình diễn giọng pop nữ xuất sắc nhất
- "Since U Been Gone" - Kelly Clarkson
- "It's Like That" - Mariah Carey
- "Good Is Good" - Sheryl Crow
- "I Will Not Be Broken" - Bonnie Raitt
- "Hollaback Girl" - Gwen Stefani

Trình diễn giọng pop nam xuất sắc nhất
- "From the Bottom of My Heart" - Stevie Wonder
- "Sitting, Waiting, Wishing" - Jack Johnson
- "Fine Line" - Paul McCartney
- "Walk On By" - Seal
- "Lonely No More" - Rob Thomas

Trình diễn song ca/nhóm nhạc giọng pop xuất sắc nhất
- "This Love" - Maroon 5
- "Don't Lie" - The Black Eyed Peas
- "Mr. Brightside" - The Killers
- "More Than Love" - Los Lonely Boys
- "My Doorbell" - The White Stripes

Hợp tác giọng pop xuất sắc nhất
- "Feel Good Inc." - Gorillaz & De La Soul
- "Gone Going" - The Black Eyed Peas & Jack Johnson
- "Virginia Moon" - Foo Fighters & Norah Jones
- "A Song For You" - Herbie Hancock & Christina Aguilera
- "A Time to Love" - Stevie Wonder & India.Arie

Album giọng pop xuất sắc nhất
- "Breakaway" - Kelly Clarkson
- "Extraordinary Machine" - Fiona Apple
- "Wildflower - Sheryl Crow
- "Chaos and Creation in the Backyard" - Paul McCartney
- "Love. Angel. Music. Baby." - Gwen Stefani

### Dance
Thu âm nhạc dance xuất sắc nhất
- "Galvanize" – The Chemical Brothers hợp tác với Q-Tip
  - The Chemical Brothers, nhà sản xuất; The Chemical Brothers & Steve Dub, hòa âm
- "Say Hello" – Deep Dish
  - Ali "Dubfire" Shirazinia & Sharam Tayebi, nhà sản xuất; Deep Dish & Matt Nordstrom, hòa âm
- "Wonderful Night" – Fatboy Slim & Lateef
  - Fatboy Slim, nhà sản xuất; Simon Thornton, hòa âm
- "Daft Punk Is Playing at My House" – LCD Soundsystem
  - The DFA, nhà sản xuất; The DFA & Andy Wallace, hòa âm
- "I Believe In You" – Kylie Minogue
  - Babydaddy & Jake Shears, nhà sản xuất; Jeremy Wheatly, hòa âm
- "Guilt Is A Useless Emotion" – New Order
  - New Order & Stuart Price, nhà sản xuất; New Order & Stuart Price, hòa âm

Album nhạc điện tử/dance xuất sắc nhất
- Push The Button – The Chemical Brothers
- Human After All – Daft Punk
- Palookaville – Fatboy Slim
- Minimum-Maximum – Kraftwerk
- LCD Soundsystem – LCD Soundsystem

### Rock
Trình diễn đơn ca rock xuất sắc nhất
- "Devils & Dust" - Bruce Springsteen
- "Revolution" - Eric Clapton
- "Shine It All Around" - Robert Plant
- "This Is How a Heart Breaks" - Rob Thomas
- "The Painter" - Neil Young

Trình diễn song ca/nhóm nhạc giọng rock xuất sắc nhất
- "Sometimes You Can't Make It on Your Own" - U2
- "Speed Of Sound" - Coldplay
- "Best of You" - Foo Fighters
- "Do You Want To" - Franz Ferdinand
- "All These Things That I've Done'" - The Killers

Trình diễn hard rock xuất sắc nhất
- "B.Y.O.B." - System of a Down
- "Doesn't Remind Me" - Audioslave
- "The Hand That Feeds" - Nine Inch Nails
- "Tin Pan Valley" - Robert Plant
- "Little Sister" - Queens of the Stone Age

Bài hát rock hay nhất
- "City of Blinding Lights" - U2
  - Bono, Adam Clayton, The Edge & Larry Mullen viết nhạc
- "Speed of Sound" - Coldplay
  - Guy Berryman, Jonny Buckland, Will Champion, Chris Martin viết nhạc
- "Best of You" - Foo Fighters
  - Foo Fighters viết nhạc
- Devils & Dust" - Bruce Springsteen
  - Bruce Springsteen viết nhạc
- "Beverly Hills" - Weezer
  - Rivers Cuomo viết nhạc

Album rock xuất sắc nhất
- "How to Dismantle an Atomic Bomb" - U2
- "X&Y" - Coldplay
- "In Your Honor" - Foo Fighters
- "A Bigger Bang" - The Rolling Stones
- "Prairie Wind" - Neil Young

### Alternative
Album nhạc alternative xuất sắc nhất
- Get Behind Me Satan – The White Stripes
- Funeral – Arcade Fire
- Guero – Beck
- Plans – Death Cab for Cutie
- You Could Have It So Much Better – Franz Ferdinand

### Video nhạc
Video hình thái ngắn xuất sắc nhất
- Lose Control - Missy Elliott, Fat Man Scoop & Ciara
  - Missy Elliott & Dave Meyers (đạo diễn video), Joseph Sasson (nhà sản xuất video)

Video hình thái dài xuất sắc nhất
- "No Direction Home" - Bob Dylan
  - Margaret Bodde, Susan Lacy, Jeff Rosen, Martin Scorsese (đạo diễn video), Nigel Sinclair & Anthony Wall (nhà sản xuất video)

## Giải Special Merit
Nhân vật MusiCares của năm
- James Taylor

## Tưởng nhớ
- Murray Allen
- Long John Baldry
- Renaldo "Obie" Benson
- Clarence "Gatemouth" Brown
- Oscar Brown
- R. L. Burnside
- Little Milton Campbell
- Vassar Clements
- Tyrone Davis
- Victoria de los Ángeles
- Ibrahim Ferrer
- Carlo Maria Giulini
- Lalo Guerrero
- Percy Heath
- Skitch Henderson
- Milt Holland
- Shirley Horn
- Willie Hutch
- Johnnie Johnson
- Merle Kilgore
- Chris LeDoux
- Harold Leventhal
- Jimmy Martin
- Robert Moog
- Birgit Nilsson
- Wilson Pickett
- John Raitt
- Lou Rawls
- Eugene Record
- Bobby Short
- Jimmy Smith
- Sammi Smith
- Luther Vandross
- Simon Waronker
- Chris Whitley
- Ronald Winans
- Paul Winchell
- Link Wray
- Richard Pryor.